# Godber Nissen
Godber Nissen (* 24. Juni 1906 in Wladiwostok; † 25. Dezember 1997 in Hamburg) war ein deutscher Architekt und Hochschullehrer.

## Leben
Nissen war der Sohn eines aus Heide (Holstein) stammenden Kaufmanns, der mit seiner Familie in Russland wohnte, nach einer Internierung während des Ersten Weltkriegs infolge der Oktoberrevolution 1919 wieder nach Deutschland zurückkehrte und sich in Hamburg niederließ. Nach dem Abitur 1925 absolvierte er an der Technischen Hochschule Dresden sein Architekturstudium bis zum Vordiplom und arbeitete als Praktikant in Altona bei Karl Schneider und Gustav Oelsner, sowie bei Werner Kallmorgen in dessen neu eröffnetem Büro.
Das Studium schloss er 1931 mit der Diplom-Hauptprüfung an der Technischen Hochschule Berlin bei Heinrich Tessenow ab. Im gleichen Jahr eröffnete er sein erstes Büro in Berlin und erhielt Aufträge von den Reemtsma Cigarettenfabriken für verschiedene Umbauten. Der Kontakt zu Reemtsma blieb auch nach dem Krieg erhalten. Die Verwaltung des Konzerns wurde 1952 nach seinen Entwürfen auf dem Gelände der privaten Villa Reemtsma neu errichtet, das Wohnhaus wurde zu diesem Zweck ebenfalls umgebaut. 

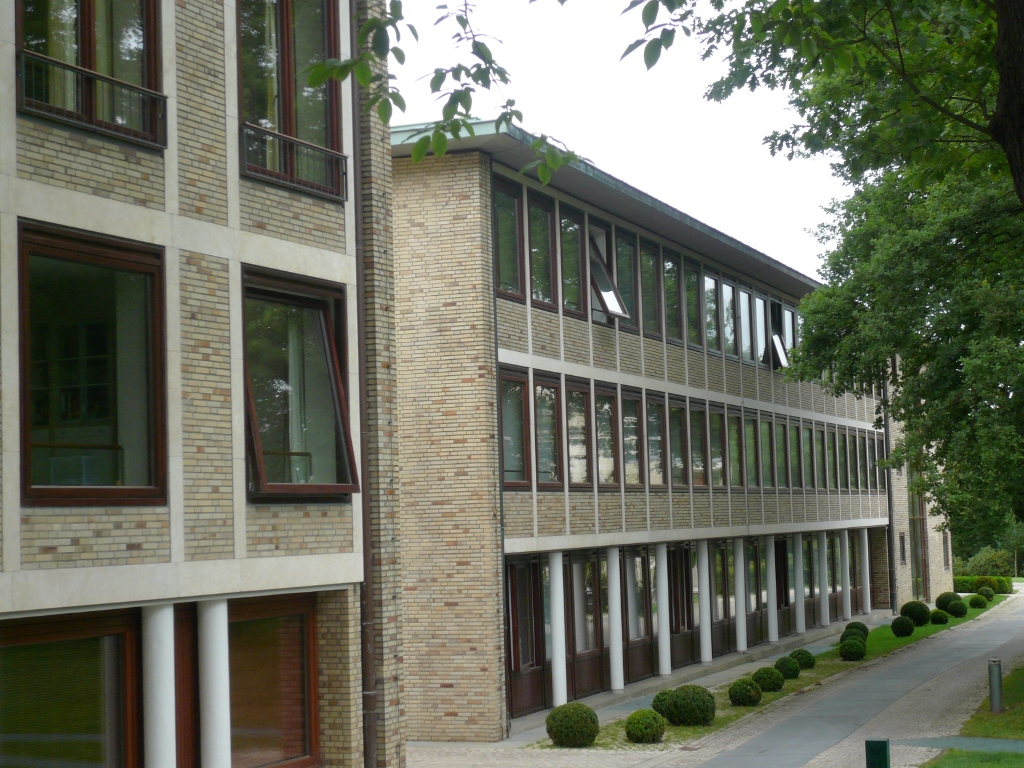
Ehemalige Verwaltungsbauten der Reemtsma GmbH

1937 erhielt Nissen den Auftrag für die Fabrikgebäude der Pommersche Motorenbau GmbH in Arnimswalde (heute Załom), einer Tochterfirma der Stoewer-Werke in Stettin. Aufgrund seiner Tätigkeit in der Rüstungsindustrie wurde sein Büro Albert Speer unterstellt und zwei Jahre später in die Organisation Todt eingegliedert. Diese Nähe zum Regime wurde von Einzelnen kritisch gesehen, schadete aber seiner weiteren Karriere nicht, da es letztlich als legitimes Ausweichen vor einem Kriegseinsatz angesehen wurde. Aus den Kriegsjahren stammen auch die Kontakte zu Konstanty Gutschow, mit dem er in den 1950er Jahren einige Klinikgebäude entwarf.
Nach dem Kriegsende kehrte Nissen nach Hamburg zurück und ging von 1946 bis 1953 eine Bürogemeinschaft mit Carl-Friedrich Fischer ein. 

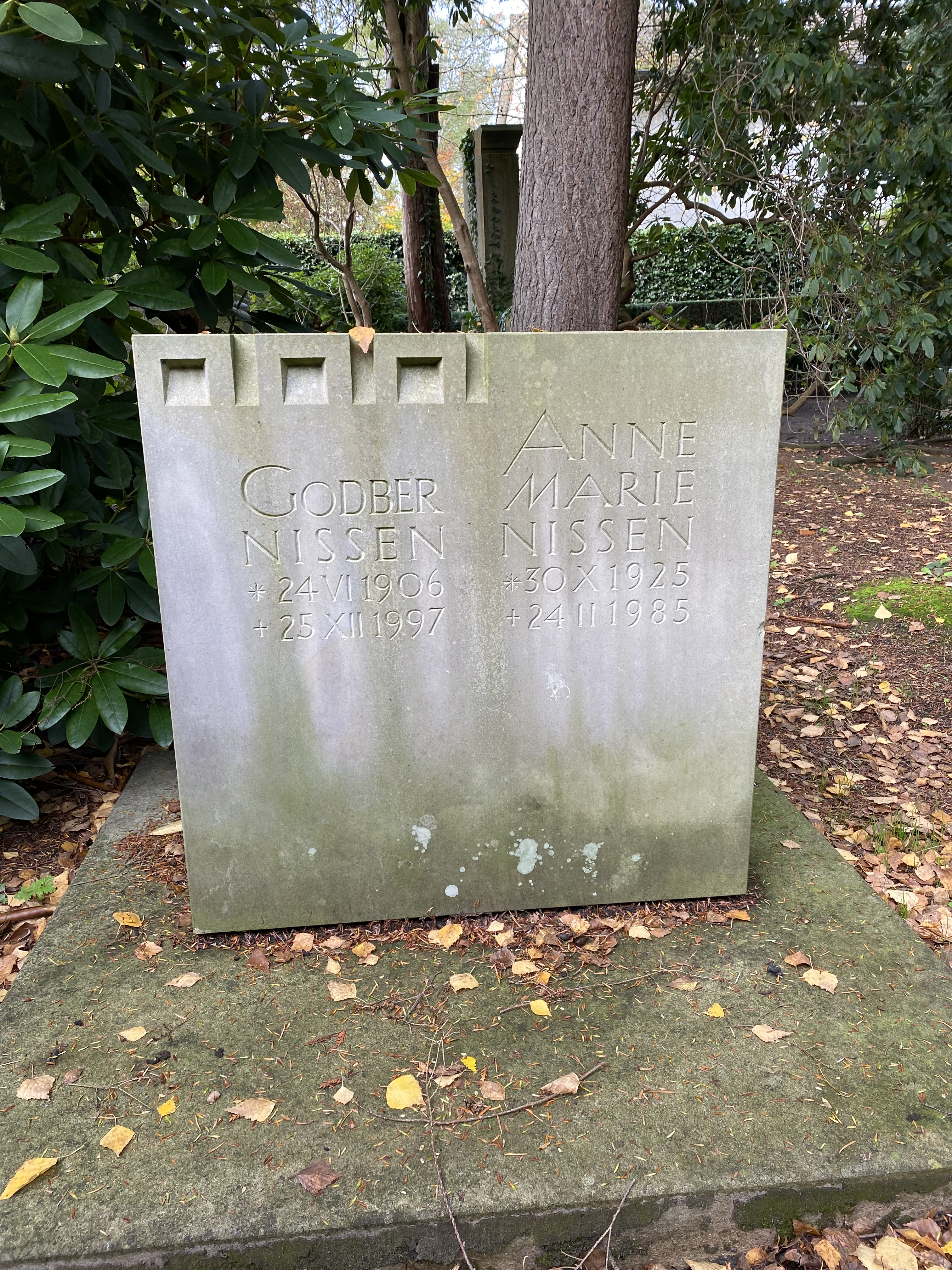
Grabstätte

Von 1954 bis 1965 war er Mitglied der Kommission für den Wiederaufbau Helgolands, in der er zeitweise den Vorsitz innehatte.
Ebenfalls im Jahr 1954 eröffnete er ein eigenes Büro, das für die ersten Bauten am Hamburger Neuen Wall mit einer Metall-Glas-Fassade verantwortlich zeichnete. Ein Schwerpunkt der Arbeit waren Krankenhausbauten, in denen Nissen sich bemühte, menschliche Bedürfnisse als Kontrapunkte zur Apparatemedizin zu setzen. 1979 wurden die Mitarbeiter Schlutz und Peter Martinius zu Partnern, das Büro wurde schließlich 1989 von Hartmann Schlutz übernommen.
Von 1956 bis 1971 lehrte Nissen im Rahmen der neu errichteten Professur für Gebäudelehre an der Hochschule für bildende Künste Hamburg, zeitgleich mit Fritz Trautwein.
Die Freie Akademie der Künste in Hamburg leitete er von 1972 bis 1980 als Präsident.
Nissen verstarb 1997 in Hamburg, er wurde dort auf dem Nienstedtener Friedhof beigesetzt.

## Bauten und Entwürfe (Auswahl)

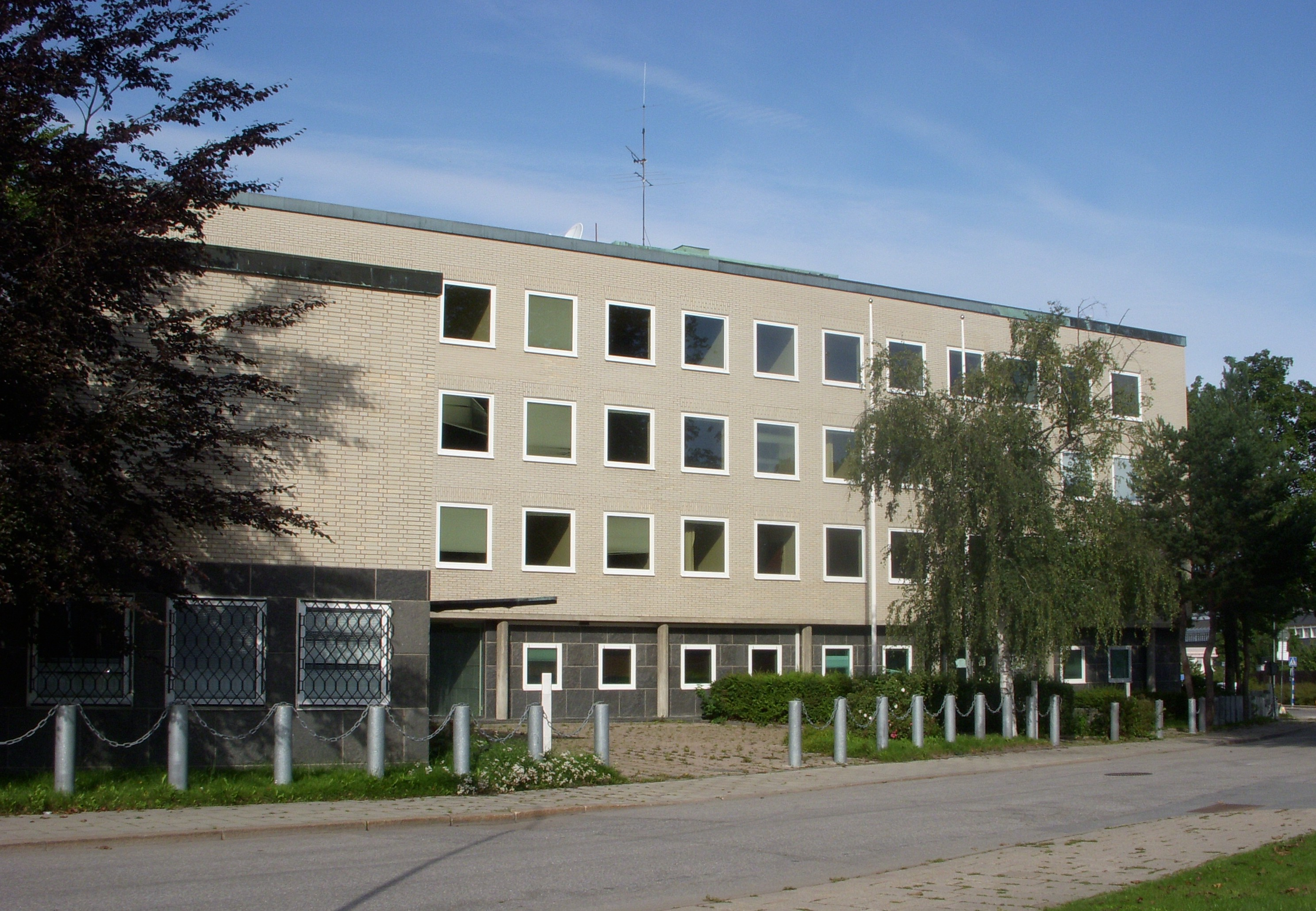
Botschaft in Stockholm

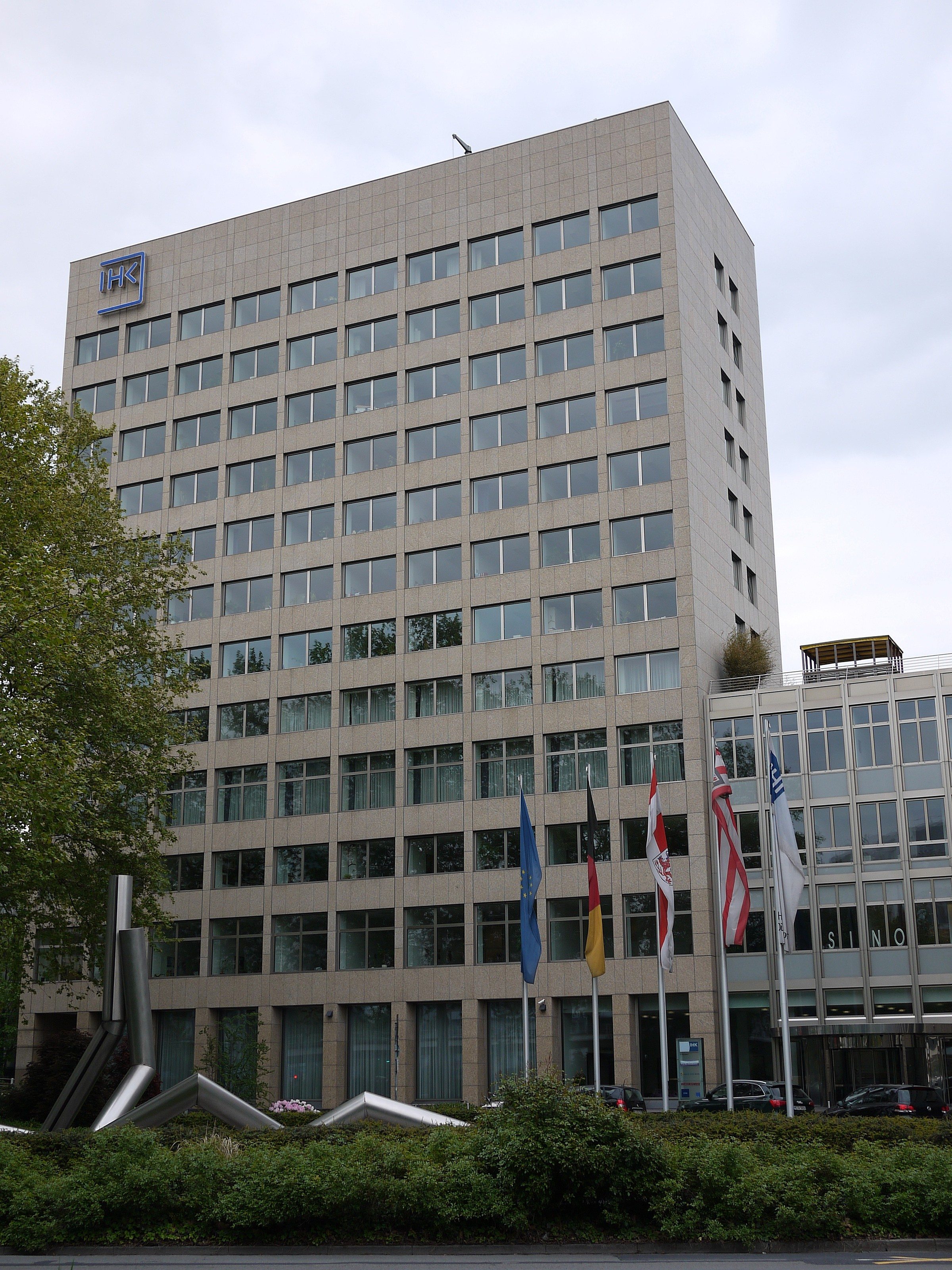
IHK-Gebäude Düsseldorf

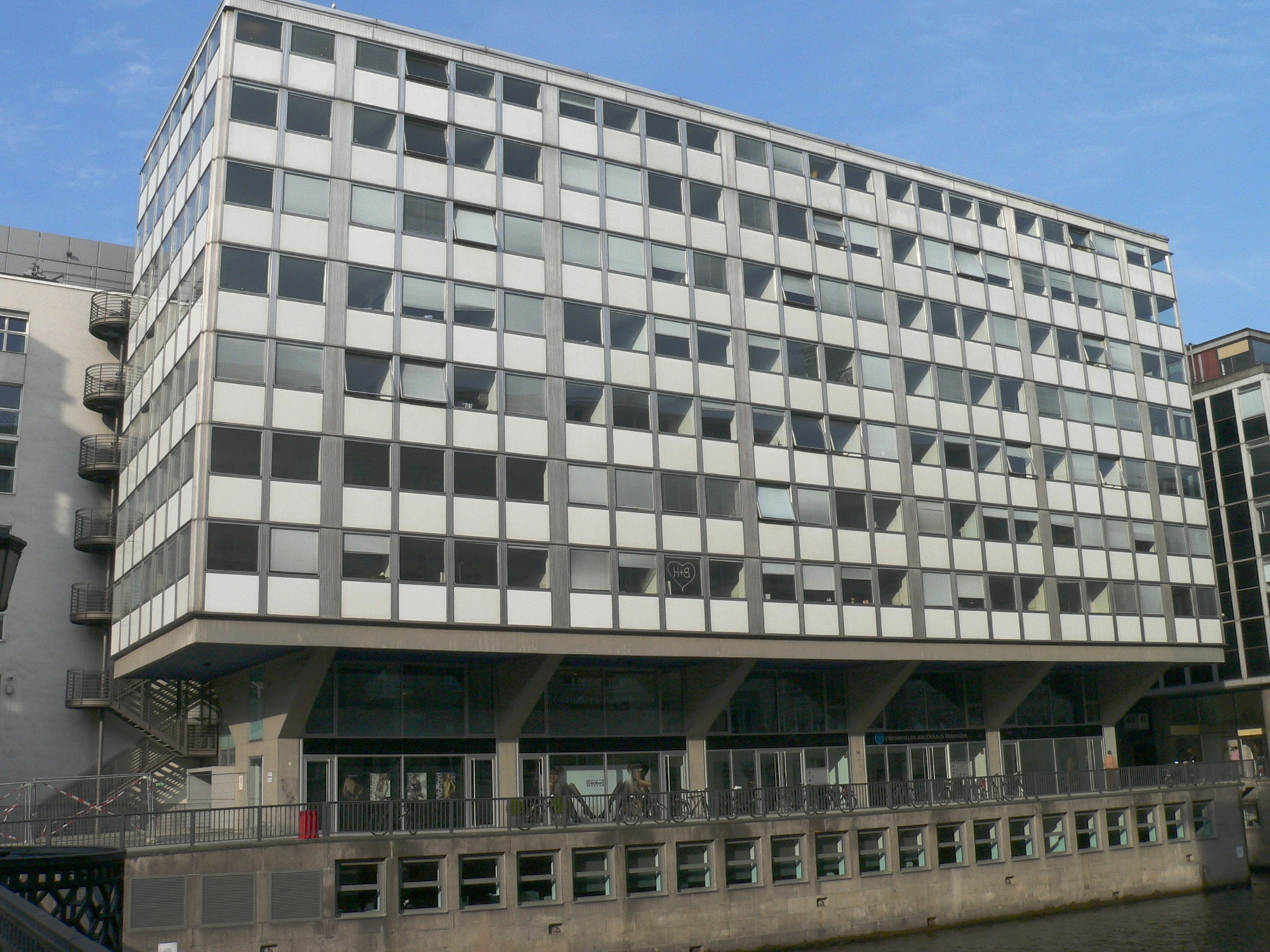
Neuer Wall 43, Hamburg (1958)

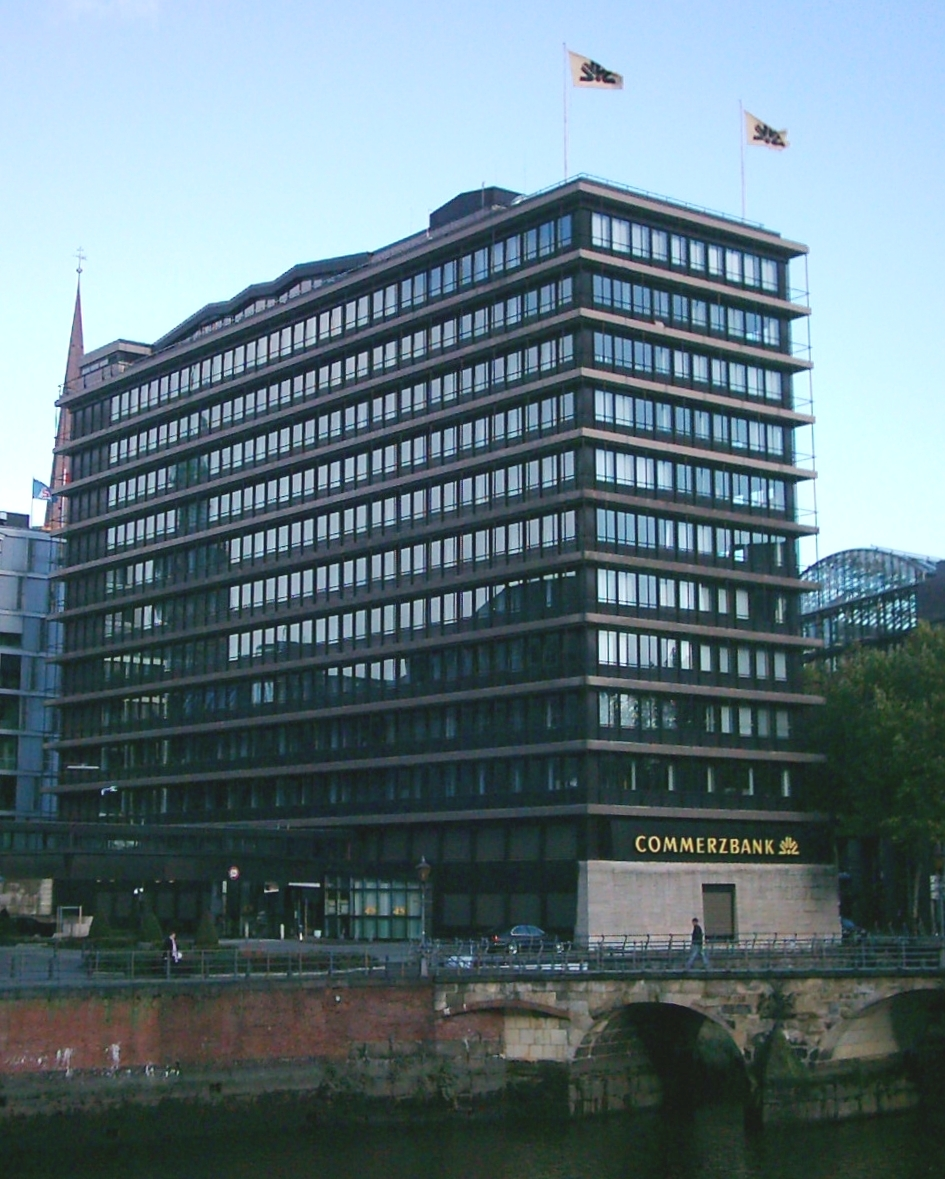
Commerzbank Hamburg

- 1937–1945: Neubauten der Pommerschen Motorenwerke, Arnimswalde bei Stettin
- 1938–1939: Werkssiedlung für die Pommerschen Motorenwerke mit zwei Landhäusern bei Stettin
- 1938: Landhaus van der Heydt in Berlin-Grunewald
- 1943–1945: Bauten der „Avia-Flugzeugfabriken“ in Prag
- Anfang der 1950er Jahre: britische Kulturinstitute in Nordwestdeutschland (zusammen mit C. F. Fischer), z. B. „Die Brücke“ in Kiel (1950)
- 1950: DeFaKa-Kaufhaus in Kiel (zusammen mit C. F. Fischer)[4]
- 1952–1959: Zusammenarbeit mit Konstanty Gutschow im Bereich des Klinikbaus:
  - Universitätsklinikum Tübingen
  - Medizinische Hochschule Hannover
  - Chirurgische Klinik Düsseldorf
  - Klinik auf Helgoland
- 1953–1954: Neubau des „Görtz-Palais“ in Hamburg unter Restaurierung / Rekonstruktion der barocken Fassade nach Zerstörung im Zweiten Weltkrieg (zusammen mit C. F. Fischer)[5]
- 1956–1957: Gebäudekomplex der Industrie- und Handelskammer (IHK) und der Rheinisch-Westfälischen Börse (RWB) am Ernst-Schneider-Platz 1 in Düsseldorf (zusammen mit K. Gutschow)
- 1957: Einfamilienhäuser für die Interbau Berlin
- 1957–1966: Reemtsma-Werk in Berlin-Wilmersdorf
- 1958: Geschäftshäuser Neuer Wall 41-43 in Hamburg

Zwischen den Häusern liegt das «Neue Fleet». Die Häuser sind einer der ersten Versuche, in Hamburg eine Geschäftshausfassade aus Glas und Aluminium zu konstruieren. Der Ursprungsbau wurde in den 1990er Jahren durch Gerkan, Marg und Partner nachverdichtet, so dass der ursprüngliche Raumeindruck nicht mehr erhalten ist.
- 1958–1960: Neubau der Deutschen Botschaft in Stockholm[7]
- 1960–1961: Neubau für die Commerzbank am Brodschrangen in Hamburg (zusammen mit Wilhelm Fritsche)[8]
- 1960–1962: Neubau der Sonderschule Bötelkamp in Hamburg-Lokstedt,[9] heutige Anschrift wäre Troplowitzstraße 17. Zugunsten von Bauten der Beiersdorf AG abgerissen.
- 1963–1970: Universitätsklinik Eppendorf (UKE), Augenklinik
- 1967: Sport- und Freizeitzentrum für Reemtsma in Hamburg, Luruper Chaussee 147[10]
- 1968–1972: Bau des Lüfterbauwerks Mitte für den Elbtunnel, ein rein technisches, fensterloses Betonbauwerk mit einer Plattform, die als Aussichtsplattform und zur Flutsicherung dient.[11]
- 1968: Gruppe von zehn Reihenhäusern am Elbhang in Hamburg, Övelgönne 3-5[12]

## Rezeption
- Im Rahmen des 5. Hamburger Architektursommers 2006 ehrte die Freie Akademie der Künste in Hamburg ihren ehemaligen Präsidenten (1972–1980) mit der Ausstellung: Ein Virtuose der Einfachheit. Der Architekt Godber Nissen. (10. Mai bis 25. Juni 2006)[13]